# B 보컬
비보컬(B vocal)은 스페인출신 남성 5인조 아카펠라 밴드이다.